# Día de las Letras Gallegas
El Día de las Letras Gallegas es una celebración instituida en 1963 por la Real Academia Gallega para homenajear a aquellas personas que destacasen por su creación literaria en idioma gallego o por su defensa de dicha lengua. Cada año se dedica a una personalidad diferente, escogida por la Real Academia Gallega, teniendo en cuenta que se exigen al menos diez años desde su fallecimiento. Desde la instauración de esta celebración, solamente en 1998 hubo una dedicación conjunta a los poetas medievales Martín Codax, Xohán de Cangas y Mendinho, famosos por sus cantigas. 
La fecha de celebración de este evento, el 17 de mayo, se debe a que en tal día como ese, en 1863, se publicó en Vigo el primer ejemplar de la obra Cantares gallegos, de Rosalía de Castro, que marcaría el inicio del "Rexurdimento"  o renacimiento cultural de Galicia.
Es festivo en Galicia.
En 2025 se le dedicó a las cantareiras, por su enorme trabajo para que no se ierda la tradición oral. para más información entra en la página de la Real Academia Gallega Página web de la Real Academia Gallega- Letras Gallegas 2025, cantareiras

## Lista de figuras homenajeadas

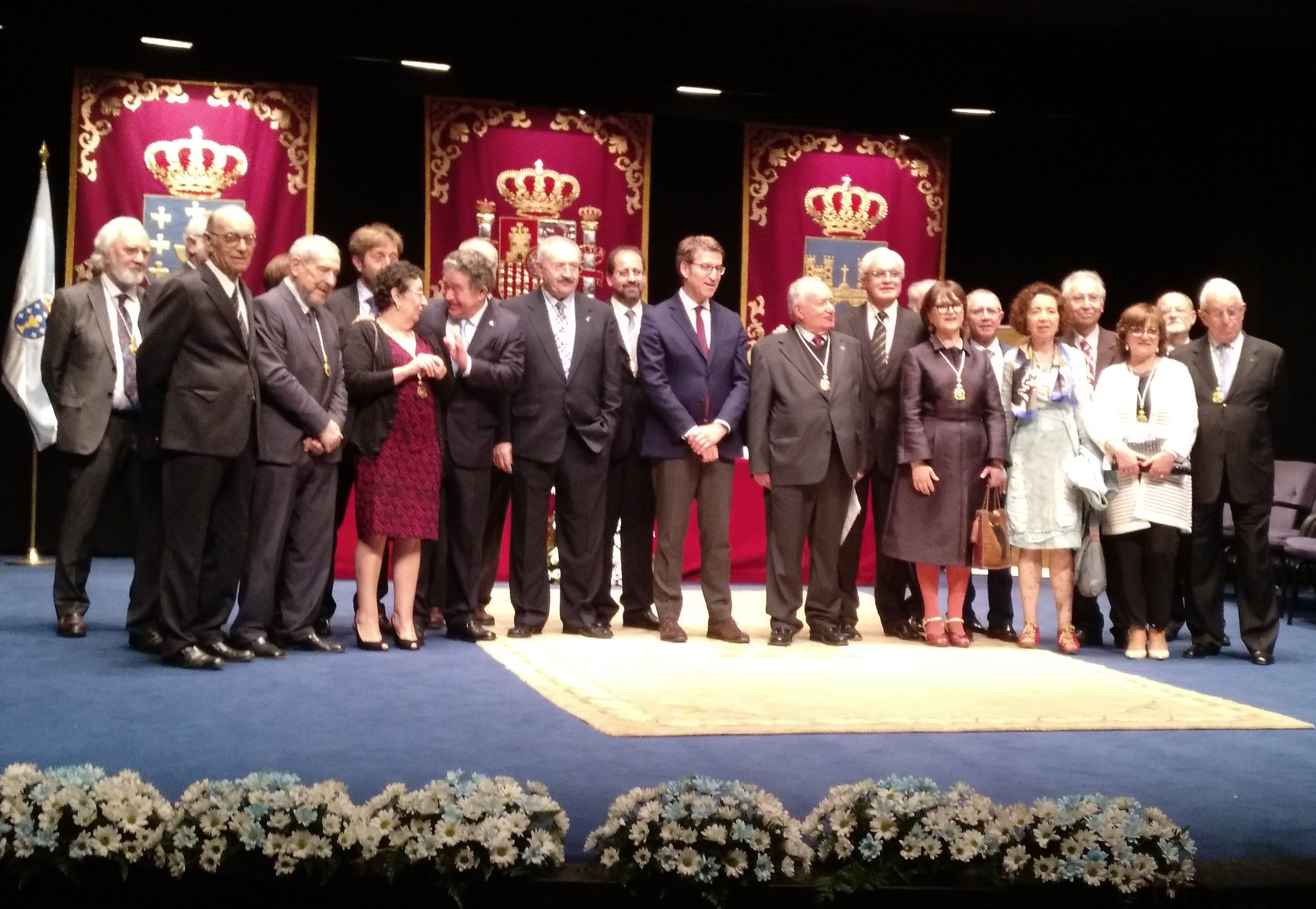
Celebración, en 2018, en el Teatro Principal de Pontevedra.